# Sisseton Indijanci
Sisseton, jedno od 7 izvornih plemena saveza Sedam svetih vatara vijeća Siouxa ili Oceti Sakowin, nastanjenih u 19. stoljeću na u dolini sjevernog Mississippija. Sissetoni su porijeklom od plemena poznatog kao Isanti ili Issati (Santee Sioux), i iz šire grupe Sioux, koji su govorili d-dijalektom jezika Sioux, i kolektivno se nazivaju Dakota. Danas su s Wahpeton Indijancima nastanjeni (pod imenom Sisseton-Wahpeton Sioux Tribe) na rezervatu Sisseton ili Lake Traverse, u Južnoj Dakoti, i dio na rezervatu Devil’s Lake u Sjevernoj Dakoti.

## Ime
Ime Sisseton dolazi iz dakota jezika, od sisitoňvaň, iz sisiň =besmeared, slimy + tcňwaňyaň, =to make a village, dwell at a place. Hodge njihovo ime prevodi s 'lake village'. Morgan, koji ga speluje i kao  'Sis- se’-to-wan'  držao je da označava ‘Village of the Marsh’ (ili selo iz močvare).
Postojao je za njih i naziv Chongaskethon ili Chongasketon, odnosno Dog, ili Wolf pleme (od chonga koja među ovim narodima u tadašnje vrijeme znači  'dog'  ili  'wolf' .

## Bande
Dorsey (1882.) navodi sljedeće bande Sissetona: Amdowapuskiyapi, Basdecheslini, Chanshdachikana, Kapozha, Ohdihe, Okopeya i Tizaptan. E. Ashley,u pismu Dorseyu (1884), navodi bande koje mu je naveo poglavica Sleepyeye, s izuzećem posljednje, to su: Chankute, Itokakhtina, Kakhmiatonwan, Keze, Maniti, Witawaziyataotina. Pike (1811) i Long (1824), spominju svega dvije bande Miakechakesa, ili Sisseton proper i Kahra. Neke druge skupine koje se navode nisu identificirane, a imena su im: Traverse des Sioux, Wabey, Mechemeton, Red Iron, Little Rock.

## Povijest
Prvo spominjanje ovog plemena vjerojatno potječe od Louis Hennepina, najpoznatijeg istraživača sjevernoameričkih divljina. On ih nalazi 1680. zajedno s ostalim plemenima Issati (Isanyati ), Nadouessans Tinthonha (Teton), Oudebathon (Wahpeton) ili River people i drugima u blizini jezera Mille Lacs u Minnesoti, ali ih na karti pogrešno locira u regiji jezera Rainy Lake. Hennepin ih naziva i Chongaskethon i kaže da su podijeljeni na dvije skupine. Zebulon Montgomeri Pike, američki istraživač i vojni časnik koji je tragao za izvorom Mississippija naziva ih imenom Sussitongs i dijeli na dvije skupine, jedna je Cawrees (Kahra) pod vodstvom poglavice Wuckiew Nutch ili Tonnerre Rouge, a druga Sussitongs proper, koju je vodio Wacantoe. Obje bande naseljene su od Roche Blanche do Lac de Gross Roche na rijeci St. Peters (danas se ova rijeka zove Minnesota), a lovište im se širilo na istok do Mississippija. Tonnerre Rouge ili prevedeno Red Thunder (Wackhawendutah), bio je "first chief of all the Sioux", a ne samo Sissetona. On se rodio negdje 1740. ili 1741. i umro 1822., a Pike ga je sreo 1806. godine. Za njih kaže da su izvrsni lovci i ratnici. Ekspedicija Lewisa i Clarka nalazi ih na rijeci Minnesoti i procjenjuju da imaju 200 ratnika, a ukupnu populaciju na 800. Prema Neillu ima ih 2,500 (1853.), ali taj je broj vjerojatno obuhvaćao i njihove prve susjede i rođake Wahpetone čija je zajednička populacija na Lake Traverse 1886. iznosila 1,496. Plemena Sisseton i Wahpeton i danas žive zajedno. Godine 1909. oba plemena broje na agenciji Sisseton u Južnoj dakoti 1,936 duša, i 980 u Južnoj Dakoti gdje su uključeni Sisseton, Wahpeton i Pabaksa ili Cuthead Sioux (jedna banda Yanktonai Siouxa).

## Vanjske poveznice
- Sisseton Sioux Indian Tribe History
- Sisseton-Wahpeton Sioux Tribe